# Парадокс мяса
Парадокс мяса в психологии — конфликт между пищевыми предпочтениями людей и их моральной реакцией на страдания и смерть животных. Когда люди не хотят, чтобы животным причинялся вред, но при этом едят мясо, производство которого требует убийства животных и часто сопряжено с причинением им страданий, то конфликт между убеждениями и поведением вызывает состояние когнитивного диссонанса. 
Диссонанс, возникающий при столкновении с парадоксом мяса, порождает психологический дискомфорт, который затем побуждает человека искать средства для его смягчения. Поедание животных доставляет моральные неудобства, когда животные считаются имеющими моральное значение. Чем больше морального значения мы придаем существу, тем больший дискомфорт у нас вызывает причинение ему вреда. Люди прибегают к различным методам для облегчения дискомфорта, связанного с потреблением мяса. Одна из стратегий состоит в том, чтобы понизить моральный статус животных, например, приписывая им меньшие интеллект и способность страдать, представляя животных более отличающимися от людей. Другой стратегией является отрицание моральной ответственности за потребление мяса; среди примеров этому — избегание информации об обращении с животными на промышленных фермах, отрицание своей роли в причинении вреда животным, самоубеждение в отсутствии иного выбора. Помимо этого люди могут смягчать моральный конфликт между поеданием животных и нежеланием причинять им вред, поддерживая положительное отношение к мясу, что достигается обращением к вкусовым и питательным качествам мясных блюд, а также к роли потребления мяса в эволюции человека и существованию этой практики в качестве общественной нормы.     
Широкая распространённость практики употребления мяса сделала этот случай очень удобным примером для изучения того, как люди приспосабливают свое мышление, чтобы минимизировать дискомфорт, связанный с противоречиями между своими убеждениями и действиями.